# Santiago Ford
Santiago Adolfo Ford Romero (* 25. August 1997) ist ein chilenischer Leichtathlet kubanischer Herkunft, der sich auf den Zehnkampf spezialisiert hat und seit Mai 2023 für Chile startberechtigt ist. 2023 siegte er in dieser Disziplin bei den Panamerikanischen Spielen in Santiago de Chile.

## Sportliche Laufbahn
Erste internationale Erfahrungen sammelte Santiago Ford im Jahr 2013, als er bei den Jugendweltmeisterschaften in Donezk mit 6006 Punkten den siebten Platz im Achtkampf belegte. Im Jahr darauf gelangte er bei den Juniorenweltmeisterschaften in Eugene mit 7180 Punkten auf den 20. Platz im Zehnkampf und schied mit der kubanischen 4-mal-400-Meter-Staffel mit 3:10,60 min im Vorlauf aus. 2016 belegte er bei den U20-Weltmeisterschaften in Bydgoszcz mit 7819 Punkten den vierten Platz im Zehnkampf und im Jahr darauf konnte er seinen Wettkampf bei den NACAC-Mehrkampfmeisterschaften in Toronto nicht beenden. Seit 2023 ist er für Chile startberechtigt und gewann im selben Jahr mit 7845 Punkten die Silbermedaille bei den Südamerikameisterschaften in São Paulo hinter dem Brasilianer José Santana. Im November siegte er dann mit 7834 Punkten bei den Panamerikanischen Spielen in Santiago de Chile. Im Januar 2024 gewann er bei den Hallensüdamerikameisterschaften in Cochabamba mit 5623 Punkten die Bronzemedaille im Siebenkampf hinter dem Brasilianer Santana und Gerson Izaguirre aus Venezuela. Im Mai gewann er bei den Ibero-Amerikanischen Meisterschaften in Cuiabá mit 7892 Punkten die Silbermedaille im Zehnkampf hinter dem Ecuadorianer Andy Preciado. Im Jahr darauf belegte er bei den Südamerikameisterschaften in Mar del Plata mit 6650 Punkten den siebten Platz. 
2024 wurde Ford chilenischer Meister im Zehnkampf.

## Persönliche Bestleistungen
- Zehnkampf: 7892 Punkte, 11. Mai 2024 in Cuiabá
  - Siebenkampf (Halle): 5623 Punkte, 28. Januar 2024 in Cochabamba